# Il maestro di Vigevano (romanzo)
Il maestro di Vigevano è un romanzo di Lucio Mastronardi pubblicato ne i Coralli delle edizioni Einaudi nel 1962 per iniziativa di Italo Calvino.
Con Il calzolaio di Vigevano e il successivo Il meridionale di Vigevano fa parte della cosiddetta trilogia vigevanese, poi ripubblicata nel 1977 per Rizzoli con il titolo Gente di Vigevano.
Dal romanzo, nel 1963, fu tratto l'omonimo film di Elio Petri, interpretato da Alberto Sordi e da Claire Bloom.

## Storia editoriale
Scritto, a detta del suo autore, in soli venti giorni, Il maestro di Vigevano è il secondo romanzo di Mastronardi e quello di maggior successo. Riguardo al testo Calvino scrive a Vittorini nel 1960: «Il maestro di Vigevano, che non so se e come pubblicare, perché è di un’oscenità, uno schifo dell’umanità che fanno restare senza fiato, ed è pieno di motivi assolutamente paranoici, ma tutto insieme è una cupa opera di poesia in cui non ci sarebbe da toccare una virgola». Dopo la consueta lunga revisione da parte dell’autore, il romanzo è pubblicato da Einaudi nel maggio del 1962 all’interno della collana I coralli. L’editore ha grande fiducia nel romanzo. Finalista al premio Strega (battuto da Il clandestino di Tobino), secondo al premio internazionale Formentor (battuto dall’appoggio di Moravia a L'età del malessere di Dacia Maraini), il romanzo vince il Premio Prato in settembre.

## Trama
Mastronardi aggiunge un altro capitolo al suo studio sociologico della società vigevanese. Negli anni del boom economico la città, già centro industriale in epoca fascista, alimenta i sogni di ricchezza di chi da operaio «vuole diventare padrone». Tra queste ansie e desideri si muove il maestro Antonio Mombelli. A Vigevano l’epopea industriale delle scarpe ha fatto tramontare il lustro piccolo-borghese degli impiegati statali e Antonio, con il suo magro stipendio, riesce faticosamente a pagare tutti i conti e deve passare i pomeriggi dando lezioni private. Il maestro è sposato con Ada e ha un figlio, Rino. La moglie è una donna delusa dalla propria condizione e vorrebbe andare a lavorare in fabbrica, perché «a Vigevano lavorano tutte le donne!». Mombelli vive la propria vita abitudinaria, sopportando con pazienza i colpi che gli giungono dalla società in cui vive: la città non riconosce il ruolo «missionario» degli insegnanti e la scuola stessa è un luogo in cui sono perpetrati continui atti di sadismo. Quando Ada ottiene la propria indipendenza economica, mette in crisi l'equilibrio familiare. Non solo comincia ad acquistare «roba», ma spinge il marito a lasciare il lavoro: con il denaro della liquidazione la donna attiva una fabbrichetta di scarpe. Il maestro si trasforma in un “padroncino”: ne assume il linguaggio, la presunzione, gli orari. È questa sicurezza acquisita a tradirlo perché, a causa di una delazione alla polizia tributaria, non può mettere più piede in azienda e vive da mantenuto della moglie. In un finale nero Mombelli osserva la dissoluzione della sua famiglia: Ada in punto di morte gli confessa i molteplici tradimenti e Rino, il figlio che doveva riscattarlo nella società, finisce in riformatorio. Tornato nella scuola da “ultimo arrivato”, si convince a sposare una collega dai fianchi «sodi e robusti» e poco attraente: sposarla è «come avere trenta milioni in banca». Anche il maestro, come tutta la città, cede alla convenienza economica. 

## Opere derivate
Le riprese del omonimo film iniziarono nel settembre 1963; l’ambiente scolastico provinciale, già in subbuglio alla pubblicazione del libro, cercò di proteggersi da questa pubblicità non richiesta e impedì il lavoro della troupe. La pellicola alimentò ulteriormente le vendite del libro, che raggiunse le 80 000 copie.

## Edizioni
- L. Mastronardi, Il maestro di Vigevano, Torino, Einaudi, 1962.
- L. Mastronardi, Gente di Vigevano, Il calzolaio, Il maestro, Il meridionale e altri celebri personaggi della saga di Vigevano, Milano, Rizzoli, 1977.
- L. Mastronardi, Il maestro di Vigevano - Il calzolaio di Vigevano - Il meridionale di Vigevano, Torino, Einaudi, 2005.